# Волков Артем Леонідович
Арте́м Леоні́дович Во́лков (народився 28 січня 1985 у м. Новополоцьку, СРСР) — білоруський хокеїст, нападник. Виступає за ХК «Гомель» в Білоруській Екстралізі. Майстер спорту.

## Ігрова кар'єра
Вихованець СДЮШОР м. Новополоцьк. Виступав за ХК «Вітебськ», «Юність» (Мінськ), «Юніор» (Мінськ).
У складі національної збірної Білорусі провів 33 матчі (5 голів, 4 передачі). У складі молодіжної збірної Білорусі учасник чемпіонатів світу 2003, 2004 (дивізіон I), 2005 і 2007. У складі юніорської збірної Білорусі учасник чемпіонатів світу 2002 і 2003.
Бронзовий призер чемпіонату Білорусі (2010). Володар Кубка Білорусі (2009). Володар Континентального кубка (2007).